# Toerpan-Ali Atgeriejev
Toerpan-Ali Atgeriejev (Russisch: Турпал-Али Атгериев; "strijder Ali") (1969 - 18 augustus 2002) was de voormalige Tsjetsjeense vicepremier en minister van Nationale Veiligheid van de de facto onafhankelijke Tsjetsjeense republiek Itsjkerië (ChRI).
Hij werd geboren het dorpje Alleroj van het district Koertsjalojevski in Oost-Tsjetsjenië.
Tijdens de Eerste Tsjetsjeense Oorlog was hij commandant van het Tsjetsjeense regiment Novogroznenski samen met Salman Radoejev, dat verdacht werd van de aanval op de Dagestaanse stad Kizljar in januari 1996 waarbij 78 mensen omkwamen en een aantal inwoners werd gegijzeld en van een andere aanval. Hij stond op de lijst met meest gezochte mensen van Rusland, tot hij, samen met de Tsjetsjeense vicehoofdaanklager Adam Torchasjev en twee functionarissen van het Tsjetsjeense Ministerie van Binnenlandse Zaken in Moskou, werd gearresteerd op luchthaven Vnoekovo bij Moskou op 16 juli 1999. Twee dagen later werd hij weer vrijgelaten nadat de regering van Jeltsin had ingegrepen (volgens gazeta.ru). De Nezavisimaja gazeta noemde hem "het laatste overgebleven lid van het Tsjetsjeense leiderschap dat volledig loyaal is aan president Aslan Maschadov,". Hij werd opnieuw gearresteerd en veroordeeld, maar stierf onder misterieuze omstandigheden in de gevangenis op 18 augustus 2002 door "interne bloedingen" die werden toegeschreven aan leukemie. Radoejev werd ook gearresteerd en veroordeeld tot  levenslang en stierf ook onder verdachte omstandigheden in 2002.